# Norvège aux Jeux olympiques d'hiver de 1960
Cet article contient des informations sur la participation et les résultats de la Norvège aux Jeux olympiques d'hiver de 1960 à Squaw Valley aux États-Unis. La Norvège était représentée par 29 athlètes. 
La délégation norvégienne a récolté en tout 6 médailles : 3 d'or et 3 d'argent. Elle a terminé au 4e rang du classement des médailles.

## Médailles
| Médaille                           | Nom                                                            | Sport               | Compétition                     |
| ---------------------------------- | -------------------------------------------------------------- | ------------------- | ------------------------------- |
| Médaille d'or, Jeux olympiques     | Roald Aas                                                      | Patinage de vitesse | 1 500 mètres hommes             |
| Médaille d'or, Jeux olympiques     | Knut Johannesen                                                | Patinage de vitesse | 10 000 mètres hommes            |
| Médaille d'or, Jeux olympiques     | Haakon Brusveen                                                | Ski de fond         | 15 kilomètres hommes            |
| Médaille d'argent, Jeux olympiques | Tormod Knutsen                                                 | Combiné nordique    | Hommes                          |
| Médaille d'argent, Jeux olympiques | Knut Johannesen                                                | Patinage de vitesse | 5 000 mètres hommes             |
| Médaille d'argent, Jeux olympiques | Hallgeir Brenden Haakon Brusveen Harald Grønningen Einar Østby | Ski de fond         | Relais 4 × 10 kilomètres hommes |